# Couflens
Couflens (en occitan : Coflens) est une commune française, située dans le sud-ouest du département de l'Ariège en région Occitanie. Sur le plan historique et culturel, la commune fait partie du Couserans, pays aux racines gasconnes structuré par le cours du Salat. Frontalière avec l'Espagne et dominée par le Mont Rouch (2 868 m), dans les Pyrénées centrales aux sources du Salat, elle est à 30 km au sud de Saint-Girons.
Exposée à un climat de montagne, elle est drainée par le Salat, l'Alet, le ruisseau d'Angouls et par divers autres petits cours d'eau. Incluse dans le parc naturel régional des Pyrénées ariégeoises, la commune possède un patrimoine naturel remarquable : deux sites Natura 2000 (le « massif du mont Valier » et « Garonne, Ariège, Hers, Salat, Pique et Neste ») et quatre zones naturelles d'intérêt écologique, faunistique et floristique.
Couflens est une commune rurale qui compte 103 habitants en 2022, après avoir connu un pic de population de 1 507 habitants en 1846. Ses habitants sont appelés les Couflensois ou Couflensoises.
La commune fait partie de la communauté de communes Couserans - Pyrénées et du parc naturel régional des Pyrénées ariégeoises.
Le patrimoine architectural de la commune comprend un immeuble protégé au titre des monuments historiques : l'église Notre-Dame de Salau, classée en 1911.

## Géographie

### Localisation
- 1Carte dynamique
- 2Carte OpenStreetMap
- 3Carte topographique
- 4Carte avec les communes environnantes

La commune de Couflens se trouve dans le département de l'Ariège, en région Occitanie et est frontalière avec l'Espagne (Catalogne).
Elle se situe à 40 km à vol d'oiseau de Foix, préfecture du département, à 22 km de Saint-Girons, sous-préfecture, et à 32 km de La Bastide-de-Sérou, bureau centralisateur du canton du Couserans Est dont dépend la commune depuis 2015 pour les élections départementales.
La commune fait en outre partie du bassin de vie de Saint-Girons.
Les communes les plus proches sont : 
Ustou (6,4 km), Seix (8,7 km), Sentenac-d'Oust (9,9 km), Oust (10,0 km), Ercé (10,9 km), Soueix-Rogalle (12,0 km), Aulus-les-Bains (12,4 km), Aleu (13,4 km).
Sur le plan historique et culturel, Couflens fait partie du Couserans, pays aux racines gasconnes structuré par le cours du Salat (affluent de la Garonne), que rien ne prédisposait à rejoindre les anciennes dépendances du comté de Foix.
| Seix                |                                                    | Ustou               |
|                     | Couflens                                           |                     |
| Alt Àneu ( Espagne) | La Guingueta d'Àneu ( Espagne) par un quadripoint) | Lladorre ( Espagne) |

### Géologie et relief
La commune est située dans les Pyrénées, une chaîne montagneuse jeune, érigée durant l'ère tertiaire (il y a 40 millions d'années environ), en même temps que les Alpes. Les terrains affleurants sur le territoire communal sont constitués de roches sédimentaires datant pour certaines du Mésozoïque, anciennement appelé Ère secondaire, qui s'étend de −252,2 à −66,0 Ma, et pour d'autres du Paléozoïque, une ère géologique qui s'étend de −541 à −252,2 Ma (millions d'années). La structure détaillée des couches affleurantes est décrite dans la feuille « n°1086 - Aulus-les-Bains » de la carte géologique harmonisée au 1/50 000e du département de l'Ariège, et sa notice associée.
La superficie cadastrale de la commune publiée par l’Insee, qui sert de références dans toutes les statistiques, est de 56,26 km2,. La superficie géographique, issue de la BD Topo, composante du Référentiel à grande échelle produit par l'IGN, est quant à elle de 56,46 km2. Son relief est particulièrement découpé puisque la dénivelée maximale atteint 2 306 mètres. L'altitude du territoire varie entre 559 m et 2 865 m au mont Rouch.
Le port de Salau (2 087 m d'altitude) est le point de passage privilégié pour rejoindre à pied l'Espagne.

### Hydrographie
La commune est dans le bassin versant de la Garonne, au sein du bassin hydrographique Adour-Garonne. Elle est drainée par le Salat, l'Alet, le ruisseau d'Angouls, Hoque d'Auzout, Hoque d'aygouas, Hoque de Bouch, Hoque de Fallègne, Hoque de Freychet, Hoque de Galedrusse, Hoque de Galedrusse, Hoque de la Bézanère, Hoque de Peyrenère, Hoque de Rabe, Hoque de Sauzès, et par un petit cours d'eau, constituant un réseau hydrographique de 74 km de longueur totale,.
Le Salat, d'une longueur totale de 74,1 km, prend sa source dans la commune de Couflens et s'écoule du sud vers le nord. Il traverse la commune et se jette dans la Garonne à Boussens, après avoir traversé 27 communes.
L'Alet, d'une longueur totale de 19,6 km, prend sa source dans la commune d'Ustou et s'écoule du sud vers le nord. Elle traverse la commune et se jette dans le Salat à Seix, après avoir traversé 3 communes.

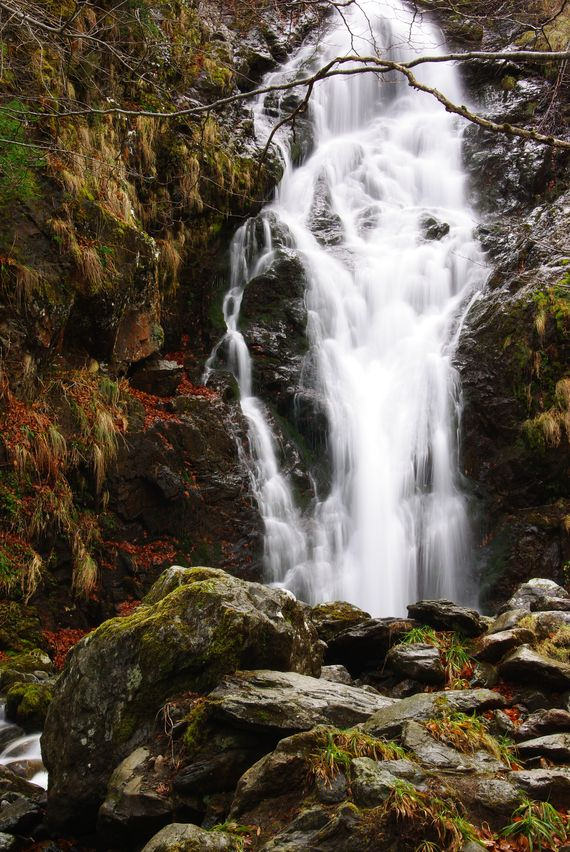
La cascade du Léziou, au-dessus de Salau.
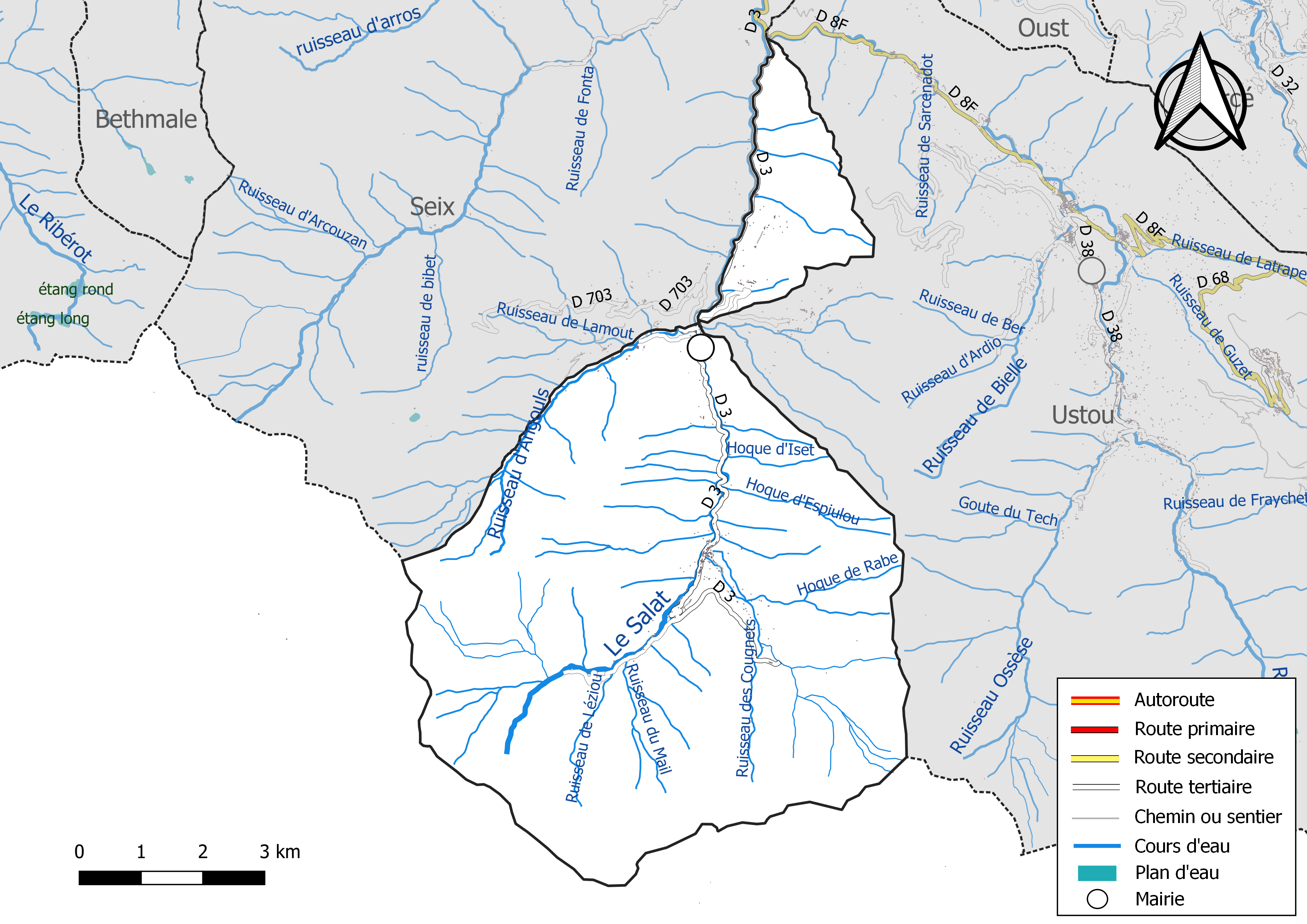
Réseaux hydrographique et routier de Couflens

### Climat
Pour des articles plus généraux, voir Climat de l'Occitanie et Climat de l'Ariège.
En 2010, le climat de la commune est de type climat des marges montargnardes, selon une étude s'appuyant sur une série de données couvrant la période 1971-2000. En 2020, Météo-France publie une typologie des climats de la France métropolitaine dans laquelle la commune est exposée à un climat de montagne et est dans la région climatique Pyrénées centrales, caractérisée par une pluviométrie annuelle de 1 000 à 1 200 mm.
Pour la période 1971-2000, la température annuelle moyenne est de 9,7 °C, avec une amplitude thermique annuelle de 15 °C. Le cumul annuel moyen de précipitations est de 1 308 mm, avec 10,5 jours de précipitations en janvier et 9 jours en juillet. Pour la période 1991-2020, la température moyenne annuelle observée sur la station météorologique la plus proche, située sur la commune de Lorp-Sentaraille à 25 km à vol d'oiseau, est de 12,5 °C et le cumul annuel moyen de précipitations est de 973,2 mm,. Pour l'avenir, les paramètres climatiques de la commune estimés pour 2050 selon différents scénarios d'émission de gaz à effet de serre sont consultables sur un site dédié publié par Météo-France en novembre 2022.

### Milieux naturels et biodiversité

#### Espaces protégés
La protection réglementaire est le mode d’intervention le plus fort pour préserver des espaces naturels remarquables et leur biodiversité associée,.
La commune fait partie du parc naturel régional des Pyrénées ariégeoises, créé en 2009 et d'une superficie de 245 973 ha, qui s'étend sur 138 communes du département. Ce territoire unit les plus hauts sommets aux frontières de l’Andorre et de l’Espagne (la Pique d'Estats, le mont Valier, etc) et les plus hautes vallées des avants-monts, jusqu’aux plissements du Plantaurel.

#### Réseau Natura 2000

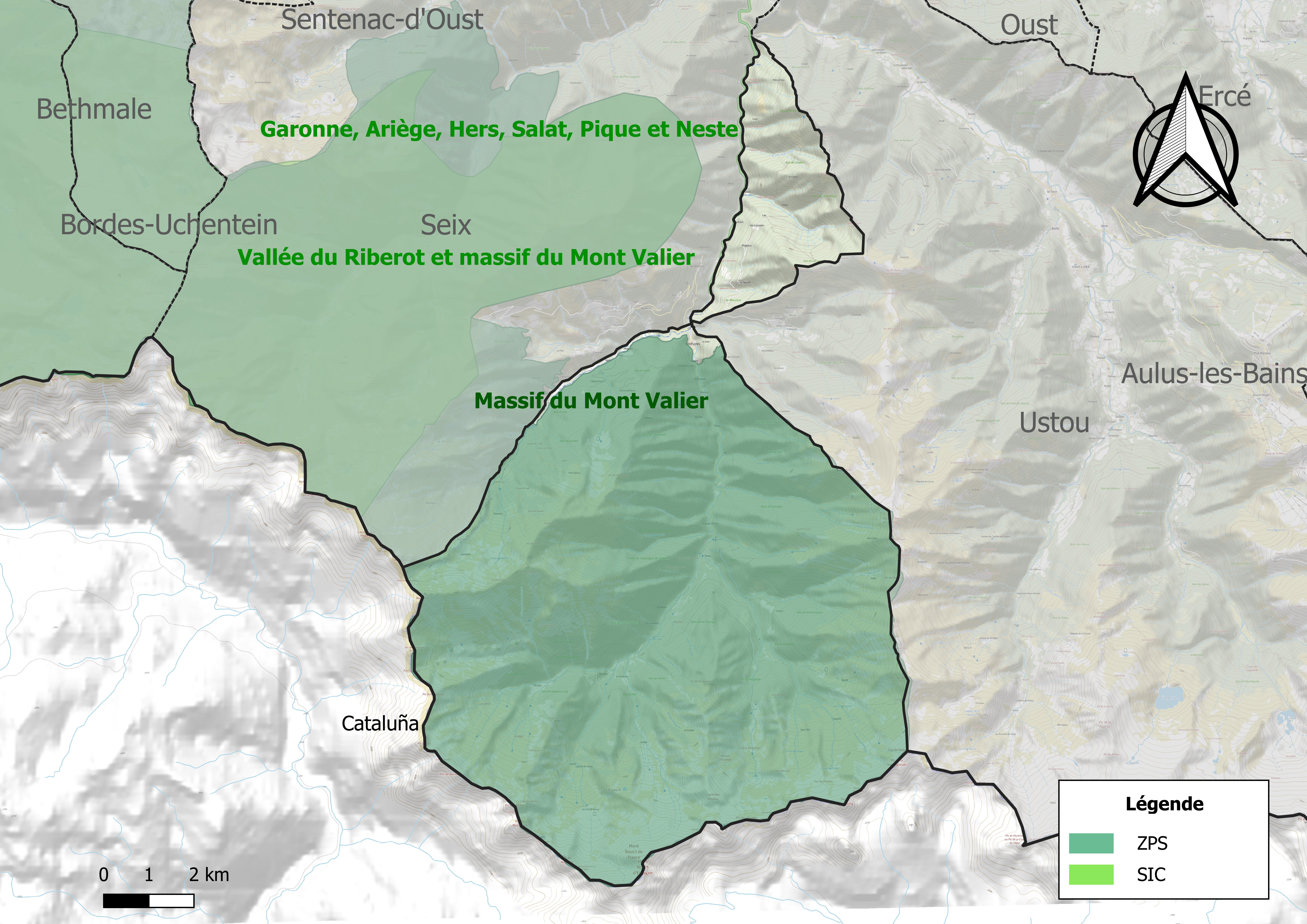
Site Natura 2000 sur le territoire communal.

Le réseau Natura 2000 est un réseau écologique européen de sites naturels d'intérêt écologique élaboré à partir des directives habitats et oiseaux, constitué de zones spéciales de conservation (ZSC) et de zones de protection spéciale (ZPS).
Un site Natura 2000 a été défini sur la commune au titre de la directive habitats :
- « Garonne, Ariège, Hers, Salat, Pique et Neste », d'une superficie de 9 581 ha, un réseau hydrographique pour les poissons migrateurs, avec des zones de frayères actives et potentielles importantes pour le Saumon en particulier qui fait l'objet d'alevinages réguliers et dont des adultes atteignent déjà Foix sur l'Ariège[31]

et un au titre de la directive oiseaux : 
- le « massif du mont Valier », d'une superficie de 15 616 ha, hébergeant une avifaune de montagne diversifiée, avec, parmi les passereaux le Merle à plastron, le Tichodrome échelette et le Monticole de roche. Neuf espèces de l'annexe I sont données nicheuses dans la ZPS, parmi lesquelles : Gypaète barbu, Aigle royal, Faucon pèlerin, Grand Tétras, Lagopède alpin, Perdrix grise sous-espèce hispaniensis[32].

#### Zones naturelles d'intérêt écologique, faunistique et floristique
L’inventaire des zones naturelles d'intérêt écologique, faunistique et floristique (ZNIEFF) a pour objectif de réaliser une couverture des zones les plus intéressantes sur le plan écologique, essentiellement dans la perspective d’améliorer la connaissance du patrimoine naturel national et de fournir aux différents décideurs un outil d’aide à la prise en compte de l’environnement dans l’aménagement du territoire.
Une ZNIEFF de type 1 est recensée sur la commune :
le « massif du Pic de Certescans » (16 070 ha), couvrant 4 communes du département et trois ZNIEFF de type 2, : 
- le « massif du Mont Valier » (0 ha), couvrant 9 communes du département[35] ;
- les « massifs du mont Valier, du Bouirex et montagnes de Sourroque » (32 357 ha), couvrant 18 communes du département[36] ;
- les « montagnes d'Ercé, d'Oust et de Massat » (30 350 ha), couvrant 13 communes du département[37].

Carte des ZNIEFF de type 1 et 2 à Couflens.
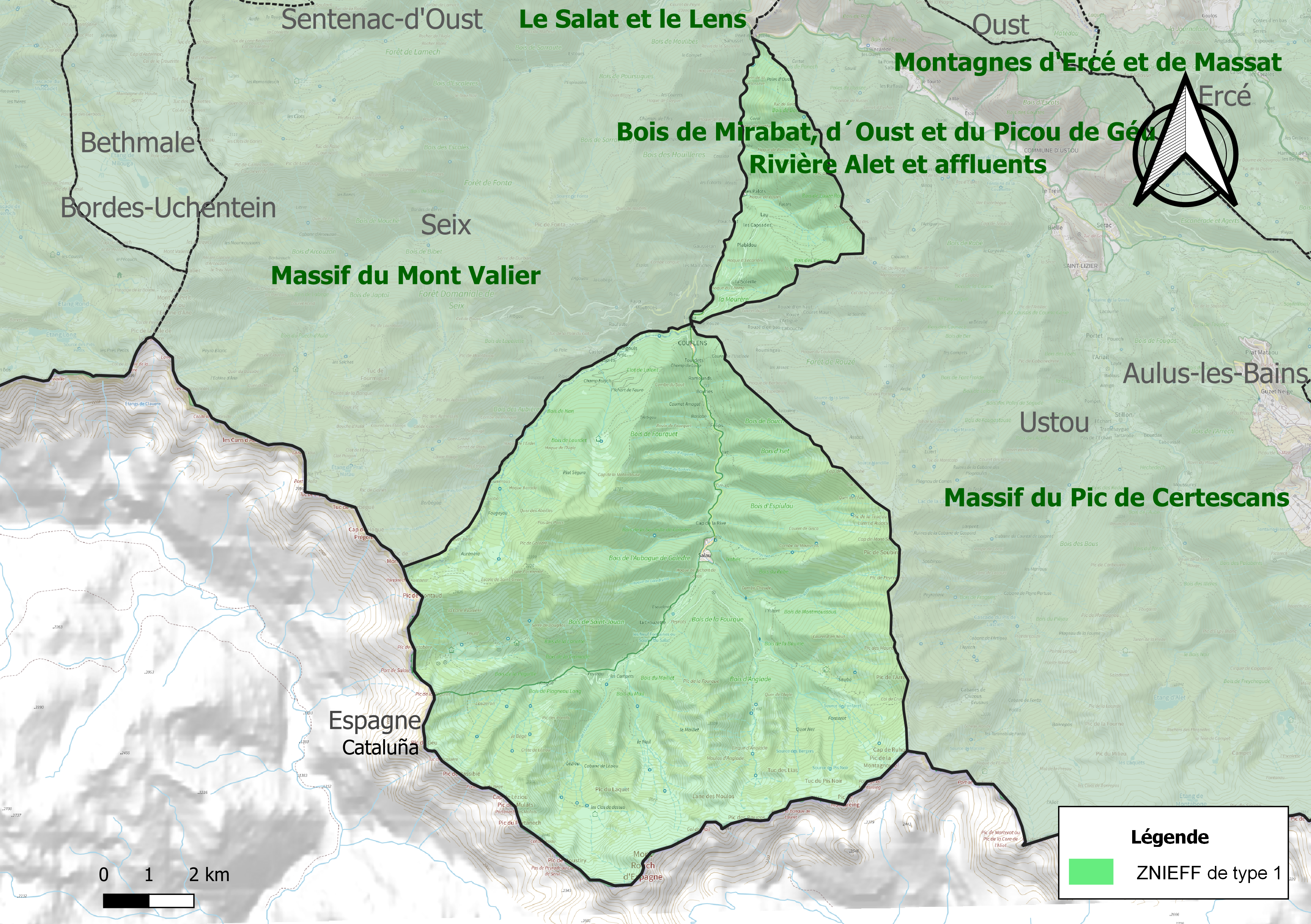
Carte de la ZNIEFF de type 1 sur la commune.
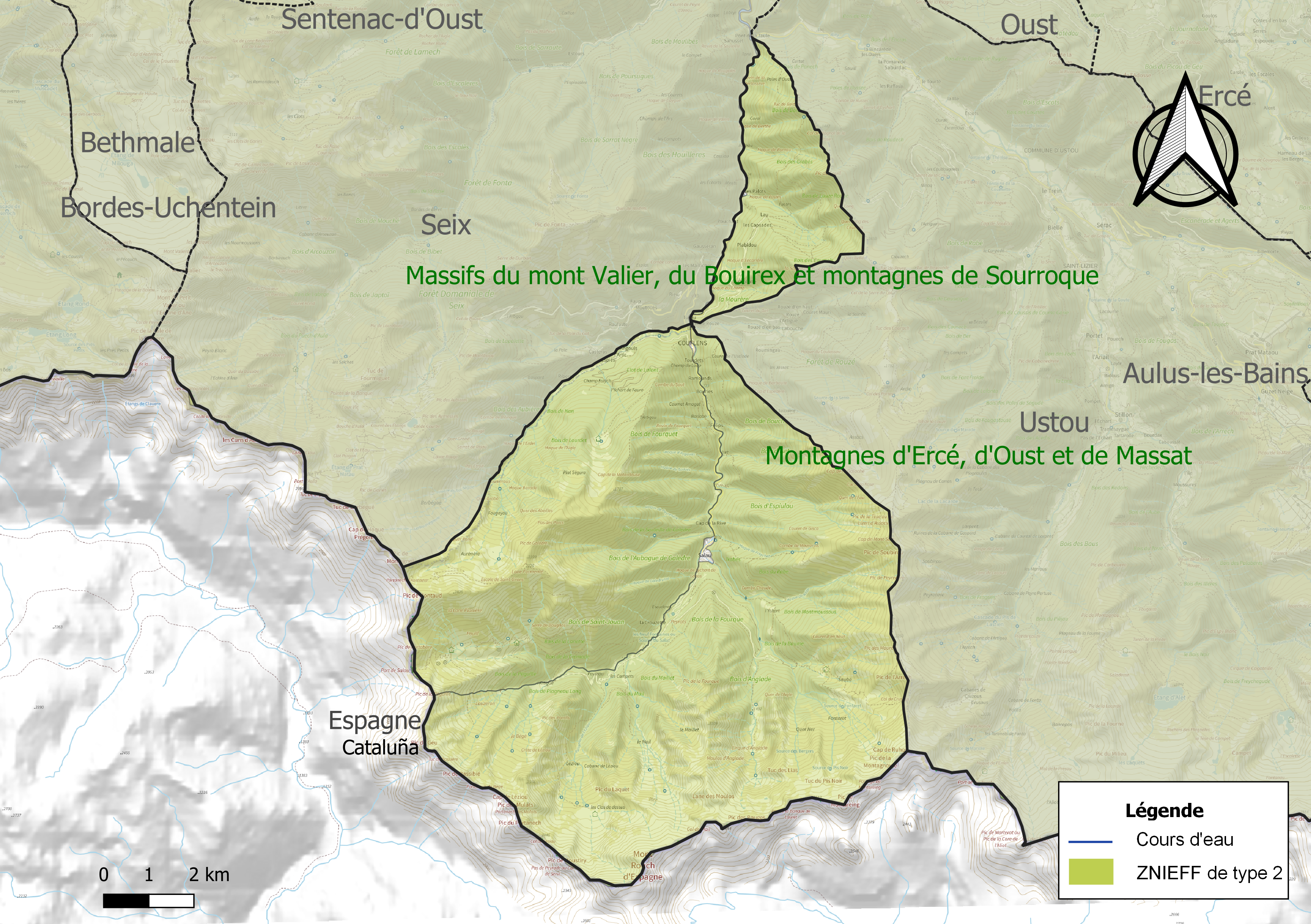
Carte des ZNIEFF de type 2 sur la commune.

## Urbanisme

### Typologie
Au 1er janvier 2024, Couflens est catégorisée commune rurale à habitat très dispersé, selon la nouvelle grille communale de densité à 7 niveaux définie par l'Insee en 2022.
Elle est située hors unité urbaine et hors attraction des villes,.

### Occupation des sols
L'occupation des sols de la commune, telle qu'elle ressort de la base de données européenne d’occupation biophysique des sols Corine Land Cover (CLC), est marquée par l'importance des forêts et milieux semi-naturels (98,6 % en 2018), en diminution par rapport à 1990 (100 %). La répartition détaillée en 2018 est la suivante : 
forêts (44,8 %), espaces ouverts, sans ou avec peu de végétation (32,8 %), milieux à végétation arbustive et/ou herbacée (21,1 %), zones agricoles hétérogènes (1,4 %). L'évolution de l’occupation des sols de la commune et de ses infrastructures peut être observée sur les différentes représentations cartographiques du territoire : la carte de Cassini (XVIIIe siècle), la carte d'état-major (1820-1866) et les cartes ou photos aériennes de l'IGN pour la période actuelle (1950 à aujourd'hui).

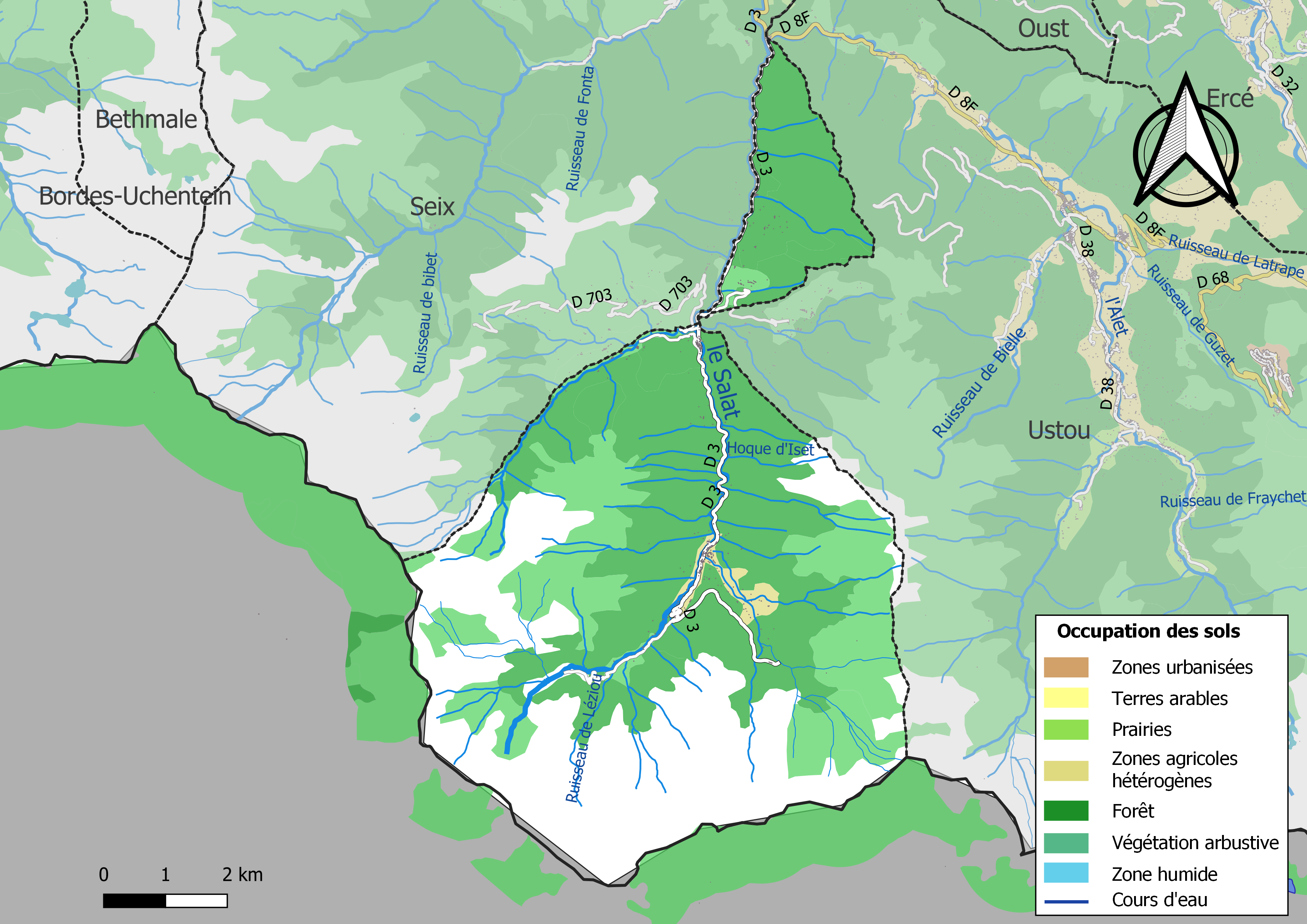
Carte des infrastructures et de l'occupation des sols de la commune en 2018 (CLC).

### Hameaux
La commune comprend les hameaux d'Angouls, Espalots, Lau, les Capsades, la Souleille et au sud le village de Salau.

### Habitat et logement
En 2018, le nombre total de logements dans la commune était de 288, alors qu'il était de 281 en 2013 et de 279 en 2008.
Parmi ces logements, 16,7 % étaient des résidences principales, 80,8 % des résidences secondaires et 2,4 % des logements vacants. Ces logements étaient pour 71,2 % d'entre eux des maisons individuelles et pour 28,8 % des appartements.
Le tableau ci-dessous présente la typologie des logements à Couflens en 2018 en comparaison avec celle de l'Ariège et de la France entière. Une caractéristique marquante du parc de logements est ainsi une proportion de résidences secondaires et logements occasionnels (80,8 %) supérieure à celle du département (24,6 %) et à celle de la France entière (9,7 %). Concernant le statut d'occupation de ces logements, 78,3 % des habitants de la commune sont propriétaires de leur logement (76 % en 2013), contre 66,3 % pour l'Ariège et 57,5 % pour la France entière.
| Typologie                                               | Couflens | Ariège | France entière |
| ------------------------------------------------------- | -------- | ------ | -------------- |
| Résidences principales (en %)                           | 16,7     | 65,7   | 82,1           |
| Résidences secondaires et logements occasionnels (en %) | 80,8     | 24,6   | 9,7            |
| Logements vacants (en %)                                | 2,4      | 9,7    | 8,2            |

### Risques majeurs
Le territoire de la commune de Couflens est vulnérable à différents aléas naturels : inondations, climatiques (grand froid ou canicule), feux de forêts, mouvements de terrains, avalanche  et séisme (sismicité moyenne). Il est également exposé à deux risques particuliers, les risques radon et minier,.

#### Risques naturels

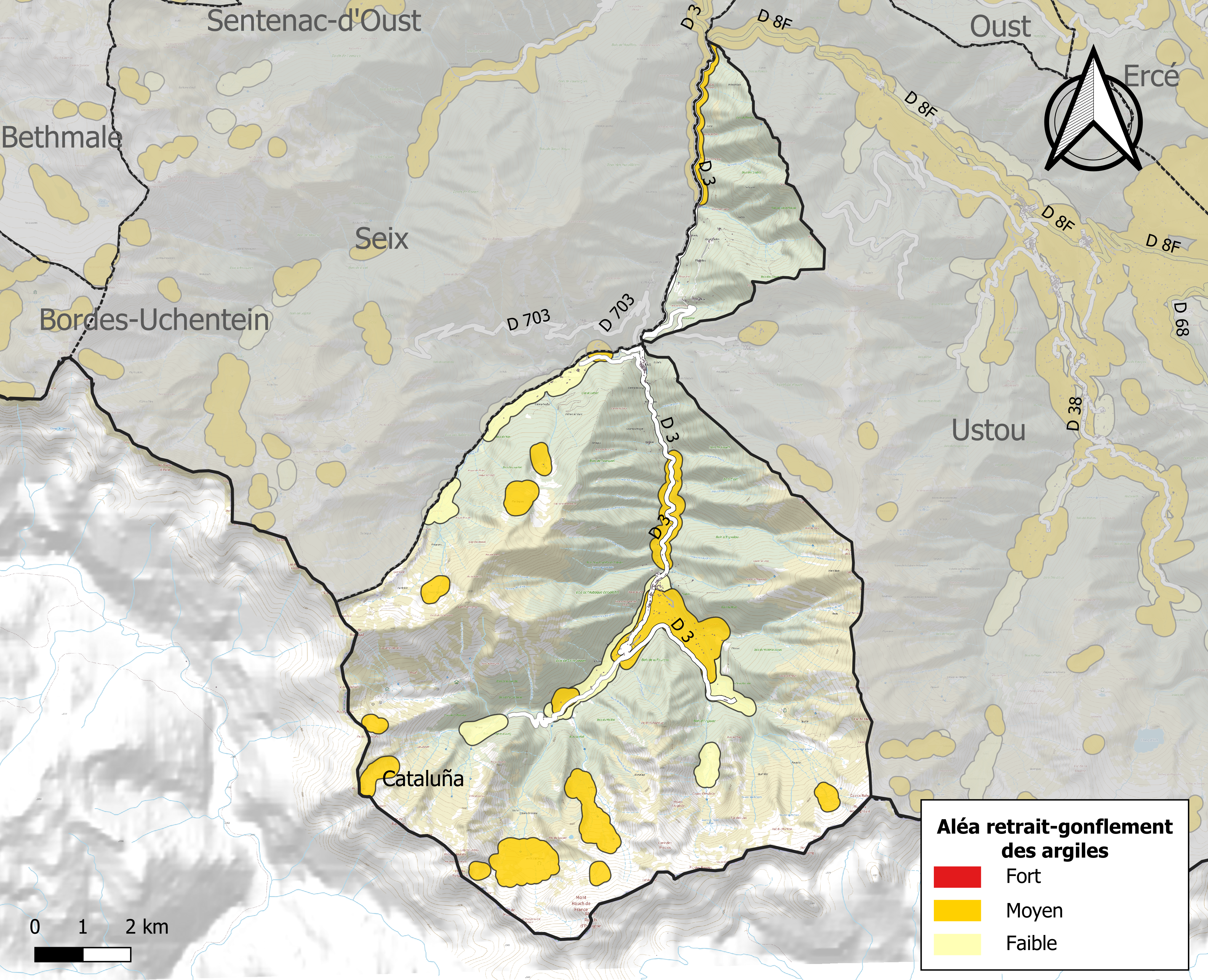
Zonage de l'aléa retrait-gonflement des argiles sur la commune de Couflens.

Certaines parties du territoire communal sont susceptibles d’être affectées par le risque d’inondation par crue torrentielle d'un cours d'eau, ou ruissellement d'un versant.
Les mouvements de terrains susceptibles de se produire sur la commune sont soit des chutes de blocs, soit des glissements de terrains, soit des effondrements liés à des cavités souterraines, soit des mouvements liés au retrait-gonflement des argiles. Près de 50 % de la superficie du département est concernée par l'aléa retrait-gonflement des argiles, dont la commune de Couflens. L'inventaire national des cavités souterraines permet par ailleurs de localiser celles situées sur la commune.

#### Risque particulier
La commune est concernée par le risque minier, principalement lié à l’évolution des cavités souterraines laissées à l’abandon et sans entretien après l’exploitation des mines.
Dans plusieurs parties du territoire national, le radon, accumulé dans certains logements ou autres locaux, peut constituer une source significative d’exposition de la population aux rayonnements ionisants. Toutes les communes du département sont concernées par le risque radon à un niveau plus ou moins élevé. Selon la classification de 2018, la commune de Couflens est classée en zone 3, à savoir zone à potentiel radon significatif.

## Toponymie
Couflens est située au confluent du Salat et de l'Angouls et très proche de la confluence du riu de Rouze. Cette situation est à l'origine de son nom, du latin confluens, comme de nombreux autres lieux en France (Confolens, Couffoulens, Conflent, Conflans...).

## Histoire
Une convention signée en 1904 entre la France et l'Espagne prévoyait la construction d'une ligne ferroviaire transpyrénéenne entre Saint-Girons (Ariège) et Sort (Pallars Sobira), franchissant la frontière par un tunnel sous le port de Salau. Ce projet fut ensuite abandonné mais quelquefois réactivé jusque dans les années 1990 sur une hypothèse routière.
La localité, dominée par de grands escarpements rocheux, a été ravagée en automne 1937 par une inondation qui a détruit de nombreuses maisons et emporté le pont de pierre. L'église a échappé à la destruction mais les colonnes de l'ancien cloître ont été emportées. Le 6 novembre 1982, le village de Salau est dévasté par une crue du ruisseau des Cougnets qui emporte une partie de l'église romane, la route et des chalets.

## Politique et administration

### Découpage territorial
La commune de Couflens est membre de la communauté de communes Couserans-Pyrénées, un établissement public de coopération intercommunale (EPCI) à fiscalité propre créé le 18 novembre 2016 dont le siège est à Saint-Lizier. Ce dernier est par ailleurs membre d'autres groupements intercommunaux.
Sur le plan administratif, elle est rattachée à l'arrondissement de Saint-Girons, au département de l'Ariège, en tant que circonscription administrative de l'État, et à la région Occitanie.
Sur le plan électoral, elle dépend du canton du Couserans Est pour l'élection des conseillers départementaux, depuis le redécoupage cantonal de 2014 entré en vigueur en 2015, et de la première circonscription de l'Ariège  pour les élections législatives, depuis le redécoupage électoral de 1986.

### Liste des maires
| Période                                  | Période  | Identité    | Étiquette | Qualité  |
| ---------------------------------------- | -------- | ----------- | --------- | -------- |
| mars 2001                                | En cours | Henri Richl | DVG       | Retraité |
| Les données manquantes sont à compléter. |          |             |           |          |

## Population et société

### Démographie
| 1793  | 1800 | 1806  | 1821  | 1831  | 1836  | 1841  | 1846  | 1851  |
| ----- | ---- | ----- | ----- | ----- | ----- | ----- | ----- | ----- |
| 1 055 | 973  | 1 154 | 1 155 | 1 267 | 1 263 | 1 213 | 1 507 | 1 205 |

| 1856  | 1861  | 1866  | 1872  | 1876 | 1881 | 1886 | 1891 | 1896 |
| ----- | ----- | ----- | ----- | ---- | ---- | ---- | ---- | ---- |
| 1 151 | 1 014 | 1 039 | 1 016 | 999  | 945  | 900  | 784  | 793  |

| 1901 | 1906 | 1911 | 1921 | 1926 | 1931 | 1936 | 1946 | 1954 |
| ---- | ---- | ---- | ---- | ---- | ---- | ---- | ---- | ---- |
| 774  | 784  | 751  | 618  | 460  | 417  | 354  | 183  | 179  |

| 1962 | 1968 | 1975 | 1982 | 1990 | 1999 | 2006 | 2011 | 2016 |
| ---- | ---- | ---- | ---- | ---- | ---- | ---- | ---- | ---- |
| 103  | 113  | 371  | 262  | 70   | 63   | 80   | 81   | 84   |

| 2021 | 2022 | - | - | - | - | - | - | - |
| ---- | ---- | - | - | - | - | - | - | - |
| 99   | 103  | - | - | - | - | - | - | - |

### Enseignement
Il n'y a plus d'école à Couflens. Les établissements scolaires les plus proches sont une école maternelle publique, une école primaire publique et un collège à Seix.

### Manifestations culturelles et festivités
Tous les ans, le premier week-end d'août est organisée une Pujada festive réunissant au port de Salau des randonneurs venus du Couserans et du Pallars Sobira ainsi que des Occitanistes venus de plus loin encore. Une association locale envisage la restauration de l'ancienne cantine des ouvriers forestiers qui exploitaient le bois de la forêt de Bonabé au début du XXe siècle. expédié par câble à la papeterie Matussière-et-Forest alors située à Salau.

## Économie

### Emploi
| Division       | 2008   | 2013   | 2018   |
| -------------- | ------ | ------ | ------ |
| Commune        | 13,2 % | 1,9 %  | 16,1 % |
| Département    | 8,9 %  | 11,1 % | 11,2 % |
| France entière | 8,3 %  | 10 %   | 10 %   |

En 2018, la population âgée de 15 à 64 ans s'élève à 59 personnes, parmi lesquelles on compte 60,7 % d'actifs (44,6 % ayant un emploi et 16,1 % de chômeurs) et 39,3 % d'inactifs,. Depuis 2008, le taux de chômage communal (au sens du recensement) des 15-64 ans est supérieur à celui de la France et du département.
La commune est hors attraction des villes,. Elle compte 20 emplois en 2018, contre 19 en 2013 et 16 en 2008. Le nombre d'actifs ayant un emploi résidant dans la commune est de 26, soit un indicateur de concentration d'emploi de 75,1 % et un taux d'activité parmi les 15 ans ou plus de 44,2 %.
Sur ces 26 actifs de 15 ans ou plus ayant un emploi, 15 travaillent dans la commune, soit 56 % des habitants. Pour se rendre au travail, 60 % des habitants utilisent un véhicule personnel ou de fonction à quatre roues, 4 % les transports en commun, 20 % s'y rendent en deux-roues, à vélo ou à pied et 16 % n'ont pas besoin de transport (travail au domicile).

### Activités hors agriculture
6 établissements sont implantés  à Couflens au 31 décembre 2019.
Le secteur de l'industrie manufacturière, des industries extractives et autres est prépondérant sur la commune puisqu'il représente 50 % du nombre total d'établissements de la commune (3 sur les 6 entreprises implantées  à Couflens), contre 12,9 % au niveau départemental.
La mine de tungstène du hameau de Salau a fermé le 24 décembre 1986. En février 2017, un permis de prospection a été accordé par l'État pour envisager une réouverture controversée de cette mine, la seule en France pour ce métal rare. Finalement ce permis sera annulé le 16 juin 2020 par la justice française.
Le Ministère des finances fait appel auprès de la cours administrative de Bordeaux qui le rejette en février 2020.

### Agriculture
|                                   | 1988 | 2000 | 2010 |
| --------------------------------- | ---- | ---- | ---- |
| Exploitations                     | 4    | 2    | 2    |
| Superficie agricole utilisée (ha) | 46   | 86   | 51   |

La commune fait partie de la petite région agricole dénommée « Région pyrénéenne ». En 2010, l'orientation technico-économique de l'agriculture  sur la commune est l'élevage d'ovins et de caprins. Deux exploitations agricoles ayant leur siège dans la commune sont dénombrées lors du recensement agricole de 2010 (quatre en 1988). La superficie agricole utilisée est de 51 ha.

## Culture locale et patrimoine

### Lieux et monuments
- Dans le dernier village de la haute vallée du Salat, sur le territoire de Couflens, se trouve l'église romane Notre-Dame de Salau édifiée au XIIe siècle par les Chevaliers hospitaliers de l'Ordre de l'Hôpital de Saint-Jean de Jérusalem et classée depuis le 4 avril 1911 au titre des monuments historiques[66].
- Cascade du Léziou.
- Église Saint-Lizier de Couflens.

### Film
En 1985, tournage du téléfilm La sorcière de Couflens de Gérard Guillaume avec Madeleine Robinson.